# 김포 요금소
김포 요금소(金浦料金所, Gimpo TG)는 경기도 김포시 고촌읍 김포대로319번길 209-23에 위치한 수도권제1순환고속도로 본선 상의 요금소이다. 김포 나들목에서 성남 방향으로 약 900m 떨어진 지점에 있다.
1999년 11월 26일 서운 분기점에서 김포 나들목까지 구간이 개통하면서 영업을 개시했다. 2010년 8월 23일 경기도에서 경기순환버스 노선을 신설하면서 이 버스가 정차하는 버스 정류장이 설치되었다.
요금소 내에 김포행복드림쉼터가 설치되어 있다.

## 연혁
- 1999년 11월 26일 : 서울외곽순환고속도로 서운 분기점에서 김포 나들목까지 구간 개통과 동시에 영업 개시
- 2010년 8월 23일 : 경기순환버스 노선 신설로 요금소 도로변에 환승 정류소 설치

## 교통량 정보
| 요금소        | 통행량 (대/일) | 통행량 (대/일) | 통행량 (대/일) | 통행량 (대/일) | 통행량 (대/일) | 통행량 (대/일) | 통행량 (대/일) | 통행량 (대/일) | 통행량 (대/일) | 통행량 (대/일) | 각주  |
| 요금소        | 2001년         | 2002년         | 2003년         | 2004년         | 2005년         | 2006년         | 2007년         | 2008년         | 2009년         | 2010년         | 각주  |
| ------------- | -------------- | -------------- | -------------- | -------------- | -------------- | -------------- | -------------- | -------------- | -------------- | -------------- | ----- |
| 김포 (개방식) | 102,953        | 123,142        | 127,868        | 132,733        | 136,804        | 140,500        | 149,416        | 155,274        | 164,498        | 170,615        | [ 1 ] |
| 요금소        | 2011년         | 2012년         | 2013년         | 2014년         | 2015년         | 2016년         | 2017년         | 2018년         | 2019년         |                | [ 1 ] |
| 김포 (개방식) | 172,741        | 175,530        | 177,928        | 181,418        | 186,021        | 189,786        | 187,397        | 186,417        | 188,648        |                | [ 1 ] |

## 판교 방향
- 하이패스 전용 진출차로 : 1,2,3,6,7차로
- 일반 진입차로 : 4,5,8,9,10,11차로

## 일산 방향
- 하이패스 전용 진출차로 : 1,2,3,6,7차로
- 일반 진입차로 : 4,5,8,9,10,11차로

## 요금
- 1종 - 900원
- 2종 - 900원
- 3종 - 900원
- 4종 - 1000원
- 5종 - 1100원
- 경차 - 450원